# Ecclisomyia digitata
Ecclisomyia digitata là một loài Trichoptera trong họ Limnephilidae. Chúng phân bố ở miền Cổ bắc.